# Yes, I'm a Witch
Yes I'm A Witch est le onzième album studio de Yoko Ono sorti le 6 février 2007.
Les artistes invités à contribuer à cet album ont choisi chacun une chanson à partir du répertoire de Yoko et ont créé chacun un remix correspondant à leurs désirs. Selon un communiqué de presse, presque chaque artiste s'est inspiré de la voix de Yoko pour créer leurs propres sons afin de démontrer la polyvalence de ses compositions.
Le choix des chansons enjambe la carrière de Yoko, de son travail expérimental avec John Lennon vers la fin des années 1960, en passant par sa carrière solo dans les années 1970 et 1980. L'album tire son titre d'une chanson de Yoko, sortie en 1974 sur son album A Story.
Une deuxième compilation Open Your Box, est publié le 24 avril 2007.

## Liste des chansons
Toutes les chansons sont composées par Yoko Ono.
| No  | Titre                                                   | Producer(s) | Durée |
| --- | ------------------------------------------------------- | ----------- | ----- |
| 1.  | Witch Shocktronica Intro (feat. Hank Shocklee)          |             |       |
| 2.  | Kiss Kiss Kiss (feat. Peaches)                          |             |       |
| 3.  | O'Oh (feat. Shitake Monkey)                             |             |       |
| 4.  | Everyman... Everywoman... (feat. Blow-Up)               |             |       |
| 5.  | Sisters, O Sisters (feat. Le Tigre)                     |             |       |
| 6.  | Death of Samantha (feat. Porcupine Tree)                |             |       |
| 7.  | Rising (feat. DJ Spooky)                                |             |       |
| 8.  | Nobody Sees Me Like You Do (feat. The Apples in Stereo) |             |       |
| 9.  | Yes I'm a Witch (feat. The Brother Brothers)            |             |       |
| 10. | Revelations (feat. Cat Power)                           |             |       |
| 11. | You and I (feat. The Polyphonic Spree)                  |             |       |
| 12. | Walking on Thin Ice (feat. Jason Pierce)                |             |       |
| 13. | Toyboat (feat. Antony and Hahn Rowe)                    |             |       |
| 14. | Cambridge 1969/2007 (feat. The Flaming Lips)            |             |       |
| 15. | I'm Moving On (feat. The Sleepy Jackson)                |             |       |
| 16. | Witch Shocktronica Outro (feat. Hank Shocklee)          |             |       |
| 17. | Shiranakatta (I Didn't Know) (feat. Craig Armstrong)    |             |       |